# Azzedine Ouhib
Azzedine Ouhib, né le 15 novembre 1956, est un joueur de handball, ancien international algérien. En club, il a notamment évolué au MC Alger.

## Parcours
MC Alger, MC Oran, NADIT et DNC Alger,

## Palmarès

### avec les Clubs
- Vainqueur de la Ligue des champions d'Afrique : 1982 (Nadit Alger)
- Vainqueur de la Ligue des champions d'Afrique : 1983 ( MC Alger)

### avec l'Équipe d'Algérie
- Vainqueur du Championnat d'Afrique des nations en 1981
- 16e place au Championnat du monde 1982
- 12e aux Jeux olympiques en 1984

Championnat d'Afrique junior
- Médaille d'argent au Championnat d'Afrique junior : 1982